# Leucobryum bistratosum
Leucobryum bistratosum är en bladmossart som beskrevs av Brotherus 1897. Leucobryum bistratosum ingår i släktet Leucobryum och familjen Dicranaceae. Inga underarter finns listade i Catalogue of Life.